# ويليام لايت
ويليام لايت (1 مارس 1878 بونشستر في المملكة المتحدة - 10 نوفمبر 1930 في المملكة المتحدة)  (بالإنجليزية: William Light)‏ هو لاعب كريكت بريطاني وبريطاني (وحمل سابقاً جنسية المملكة المتحدة لبريطانيا العظمى وأيرلندا). لعب مع نادي مقاطعة هامبشاير للكريكت ‏ وDevon County Cricket Club ‏.

## وصلات خارجية
- ويليام لايت على موقع إي آس بي آن كريك إنفو (الإنجليزية)